# 劉芯彤
劉芯彤（1977年10月14日—），原名「劉如儀」，曾先後任職於三立新聞台、年代新聞台與東森新聞台，歷任社會線、專題組、證券金融組文字記者，後升任東森財經新聞台主播、主持人。現任東森電視數位媒體事業部總監。

## 生平
劉芯彤自稱國小、國中時期不乏被霸凌經驗。高中時期確立從事新聞業、擔任記者職就是自己以後的志向，便立訂目標將新聞系列為大學第一志願，終成功錄取並畢業於世新大學新聞系。
劉芯彤於畢業後，投入媒體業工作。最初於三立新聞台做專題，後轉至東森新聞台期間曾跑過社會線。2012年起開始於東森財經新聞台《現代啟示錄》節目組擔任記者。2014年升任主持人，從此陸續擔任東森財經新聞台《現代啟示錄》、《57健康同學會》、《57新聞王》主持人，其中主持《現代啟示錄》達七年之久。2021年轉至幕後，先後擔任東森超視台台長、東森數位媒體事業部總監。

## 個人生活
2017年，劉芯彤被診斷罹患乳癌，自此抗癌多年。2017年5月，劉芯彤與綽號「火星人」原本是同事關係，因一部電影而結識，交往僅5個月閃婚。

## 主持節目
| 時間                        | 頻道           | 節目             | 備註   |
| 2014年-2021年5月15日        | 東森財經新聞台 | 《現代啟示錄》   | 主持人 |
| 2018年10月-2020年2月23日    | 東森財經新聞台 | 《57健康同學會》 | 主持人 |
| 2020年2月22日-2021年5月15日 | 東森財經新聞台 | 《57新聞王》     | 主持人 |

## 資料來源
1. ↑  林南谷. . 自由電子報. 2021-11-03  [2023-10-04]. （原始内容存档于2023-10-04） （中文（臺灣））.
2. 1 2  蕭雅文. . 中時新聞網. 2021-05-17  [2023-10-04]. （原始内容存档于2023-10-04） （中文（臺灣））.
3. ↑  莊楚雯. . 中時新聞網. 2022-03-13  [2023-10-04]. （原始内容存档于2022-04-02） （中文（臺灣））.
4. ↑  張語涵. . Newtalk新聞. 2023-03-31  [2023-10-04]. （原始内容存档于2023-10-04） （中文（臺灣））.
5. ↑  林南谷. . 自由電子報. 2023-04-10  [2023-10-04]. （原始内容存档于2023-10-04） （中文（臺灣））.
6. ↑  陳希潔. . TVBS新聞網. 2022-04-05  [2023-10-04]. （原始内容存档于2023-10-04） （中文（臺灣））.
7. ↑  王奕棋. . CTWANT. 2021-05-28  [2023-05-29]. （原始内容存档于2023-05-29） （中文（臺灣））.

## 外部連結
- 主播 劉芯彤的Facebook專頁